# Арзамасцев, Вениамин Владимирович
Вениами́н Влади́мирович Арзама́сцев (бел. Веніамін Уладзіміравіч Арзамасцаў; 1 августа 1937, село Казакевичево, Хабаровский район, Дальневосточный край, РСФСР, СССР) — советский футболист, белорусский тренер. Мастер спорта СССР (1963). Заслуженный тренер БССР (1982).

## Карьера игрока
Родился в семье военнослужащего. В связи с профессией отца семья часто меняла место жительства, не задерживаясь на одном месте подолгу. Хобби у Вениамина был спорт, чему способствовали уклад жизни и спортивная инфраструктура военных городков. В детстве помимо футбола увлекался баскетболом, волейболом, лыжами, гимнастикой и другими видами спорта. На армейских соревнованиях его заметили и пригласили поступить на отделение футбола Смоленского государственного института физкультуры, где он играл за институтскую команду ГИФК (Смоленск).
Затем перешёл в команду «Искра» (Смоленск), которая в то время носила разные названия — «Динамо», «Текстильщик», «Спартак». Команда играла в Классе «Б».
В минское «Динамо» Арзамасцева пригласил главный тренер Александр Севидов, который оценил его, дав сначала сыграть несколько игр за дублирующий состав динамовцев. В «Динамо» Арзамасцев перешёл не сразу, боялся что не сможет себя проявить в новой команде более высокого уровня, но всё же перешёл после вторичного предложения представителей «Динамо». В сезоне 1963 года, который был первый для Арзамасцева в команде, «Динамо» стал бронзовым призёром чемпионата СССР, а сам футболист принял участие во всех 38-и играх чемпионата. Всего в Высшей лиге сыграл 216 матчей, забил 10 мячей.
В 1969 году покинул «Динамо», после выступал за команды «Селенга» (Улан-Удэ) и «Гомельмаш» (Гомель).

## Тренерская работа
С 1974 на тренерской работе. В 1974—1977 годах тренер СДЮШОР «Динамо» (Минск). Затем поступил в Высшую школу тренеров в Москве, во время обучения стажировался за рубежом в итальянских клубах «Милан» и «Интер».
После защиты диплома в 1979 году, Арзамасцева пригласил, в качестве ассистента, бывший одноклубник по «Динамо», а теперь главный тренер Эдуард Малофеев. В сезоне 1982 года «Динамо» стало чемпионом страны, и уже по ходу следующего сезона 1983 Эдуард Малофеев оставил команду и возглавил Олимпийскую сборную. Новым главным тренером «Динамо» с сентября 1983 года стал Вениамин Арзамасцев, по итогам сезона команда завоевала бронзовые медали.
Под руководством Арзамасцева клуб впервые в своей истории выступил в еврокубках. В Кубке европейских чемпионов 1983/84 «Динамо» дошло до 1/4 финала, одолев «Грассхоппер» (Цюрих) и «Раба ЭТО (Дьёр)», но уступив «Динамо» (Бухарест). В Кубке УЕФА 1984/85 динамовцы также дошли до 1/4 финала, поэтапно одолев ХИК (Хельсинки), «Видзев» (Лодзь), «Спортинг» (Лисабон) и уступили «Железничару» (Сараево). Всего в активе Арзамасцева 14 игр в еврокубках — 7 побед, 3 ничьи, 4 поражения.
Покинул пост главного тренера «Динамо» в 1986 году. В 1988—1991 годах тренировал алжирский клуб «Бордж-Менаэль».
В 1992 вернулся в Беларусь, где стал ассистентом Михаила Вергеенко одновременно в «Динамо» и в сборной Беларуси. В национальной сборной страны они также совместно работали в 1997—1999 годах. После возвращения в Минск, Вениамин Владимирович с перерывами проработал в структуре «Динамо» более 10 лет, занимая тренерские должности в основной команде и фарм-клубе «Динамо-93». Несколько раз был и. о. главного тренера, в 1998 с августа по ноябрь был главным тренером.
С декабря 2003 по декабрь 2005 — тренер футбольный школы «Смена-Минск». После реорганизации в 2006 в школу футбольного клуба ФК Минск продолжает в ней работать тренером.

## Достижения
|  |  | Футболист - Бронзовый призер чемпионата СССР (1963) - Финалист Кубка СССР (1965) Тренер - Чемпион СССР (1982) — тренер - Бронзовый призер (1983) — главный тренер | Почётные звания - Мастер спорта СССР (1963) - Заслуженный тренер БССР (1982), с 1996 года эквивалентно Заслуженный тренер Беларуси - Почётные грамоты Верховного Совета БССР (1965, 1982) - Награждён почётным знаком Белорусской федерации футбола (2002) |